# E46号線
E46号線 (E46ごうせん、英: European route E46) は欧州自動車道路のAクラス幹線道路。
フランスのシェルブールから、ベルギーのリエージュまでを結ぶ。

## 経路

### 経過する主要都市
- フランス
  - E03号線 - シェルブール
  - E401号線 - カーン
  - E402号線 - ルーアン
  - E17号線,E50号線,E420号線 - ランス
  - E44号線 - シャルルヴィル＝メジエール
- ベルギー
  - E25号線,E40号線,E42号線,E313号線 - リエージュ